# 千代田村 (千葉県)
千代田村（ちよだむら）は、千葉県山武郡（武射郡）にかつて存在した村である。
瑞祥地名のため、合併後に開業した芝山鉄道線芝山千代田駅以外に、ほとんどその名をとどめていない。

## 地理
- 現在の芝山町の北部に位置する。
- 村域は台地と平地が入り組む谷戸が多い地形になっている。

## 歴史

### 沿革
- 1889年（明治22年）4月1日 - 町村制施行に伴い、大里村、菱田村、香山新田、朝倉村、岩山村、飯櫃村、小原子村、山田村が合併して武射郡千代田村が発足。
- 1897年（明治30年）4月1日 - 山辺郡、武射郡が統合されて山武郡となる。
- 1953年（昭和28年） - 遠山村の一部（駒井野の一部）は千代田村に編入。
- 1955年（昭和30年）7月1日 - 千代田村は二川村と合併し、芝山町を新設。同日千代田村廃止。

変遷表
| 1868年 以前 | 1868年 以前 | 1868年 以前    | 明治元年       | 明治8年        | 明治22年 4月1日 | 明治30年 4月1日 | 明治30年 4月1日 | 昭和28年        | 昭和30年 7月1日 | 現在   |
| ----------- | ----------- | -------------- | -------------- | -------------- | --------------- | --------------- | --------------- | --------------- | --------------- | ------ |
| 武射郡      |             | 東加茂村       | 東加茂村       | 大里村         | 千代田村        | 山武郡 発足     | 千代田村        | 千代田村        | 芝山町          | 芝山町 |
| 武射郡      | 西加茂村    |                |                | 大里村         | 千代田村        | 山武郡 発足     | 千代田村        | 千代田村        | 芝山町          | 芝山町 |
| 武射郡      | 白升村      |                |                | 大里村         | 千代田村        | 山武郡 発足     | 千代田村        | 千代田村        | 芝山町          | 芝山町 |
| 武射郡      | 坂志岡村    |                |                | 大里村         | 千代田村        | 山武郡 発足     | 千代田村        | 千代田村        | 芝山町          | 芝山町 |
| 武射郡      | 住母毛村    |                |                | 大里村         | 千代田村        | 山武郡 発足     | 千代田村        | 千代田村        | 芝山町          | 芝山町 |
| 武射郡      | 稲葉村      |                |                | 大里村         | 千代田村        | 山武郡 発足     | 千代田村        | 千代田村        | 芝山町          | 芝山町 |
| 武射郡      | 菱田村      |                |                |                | 千代田村        | 山武郡 発足     | 千代田村        | 千代田村        | 芝山町          | 芝山町 |
| 武射郡      | 香山新田    |                |                |                | 千代田村        | 山武郡 発足     | 千代田村        | 千代田村        | 芝山町          | 芝山町 |
| 武射郡      |             | 岩山村         | 岩山村         | 岩山村         | 千代田村        | 山武郡 発足     | 千代田村        | 千代田村        | 芝山町          | 芝山町 |
| 武射郡      | 岩山村新田  |                | 岩山村         | 岩山村         | 千代田村        | 山武郡 発足     | 千代田村        | 千代田村        | 芝山町          | 芝山町 |
| 武射郡      | 飯櫃村      |                |                |                | 千代田村        | 山武郡 発足     | 千代田村        | 千代田村        | 芝山町          | 芝山町 |
| 武射郡      | 小原子村    |                |                |                | 千代田村        | 山武郡 発足     | 千代田村        | 千代田村        | 芝山町          | 芝山町 |
| 武射郡      | 山田村      |                |                |                | 千代田村        | 山武郡 発足     | 千代田村        | 千代田村        | 芝山町          | 芝山町 |
| 下埴生郡    |             | 駒井野村の一部 | 駒井野村の一部 | 駒井野村の一部 | 遠山村 の一部   | 印旛郡 に編入   | 遠山村 の一部   | 千代田村 に編入 | 芝山町          | 芝山町 |

## 人口
総数 [単位： 人]
| 1891年（明治24年） | 2,821 |

## 交通

### 鉄道
- 成田鉄道
  - 多古線（昭和19年1月11日に休止。昭和21年10月9日に廃止。）
    - 千代田駅

※現在は芝山鉄道線芝山千代田駅が村域内に存在するが、千代田村が存在した時期には開業していなかった。

## 出身者
- 木内重四郎
- 石井四郎